# Xã Raleigh, Quận Saline, Illinois
Xã Raleigh (tiếng Anh: Raleigh Township) là một xã thuộc quận Saline, tiểu bang Illinois, Hoa Kỳ. Năm 2010, dân số của xã này là 1.186 người.